# Первомайский проспект (Санкт-Петербург)
Первома́йский проспект — проспект в Приморском административном районе Санкт-Петербурга, в исторических районах Коломяги и Озерки. Проходит от Поклонногорской до Афонской улицы.

## История наименования
Проспект известен с конца XIX века и первоначально назывался Морским. Тогда он проходил от Железнодорожной до Малой Десятинной улицы. Происхождение названия не совсем ясно; возможно, оно связано с проходившей поблизости Приморской (позже Детской) железной дорогой. При упразднении одноимённых названий (Морской проспект есть на Крестовском острове) 27 февраля 1941 года он был назван Первомайским в честь Международного дня солидарности трудящихся всего мира. При прокладке и застройке Афонской улицы в 1992 году был срезан последний участок проспекта до Малой Десятинной улицы.